# Josep Seguer
José Seguer Sans (Parets, Barcelona, 6 de mayo de 1923-Reus, Tarragona, 1 de enero de 2014) fue un jugador y entrenador de fútbol español, vinculado principalmente al F. C. Barcelona.
Como jugador militó en dicho equipo entre 1943 y 1957, ocupando la posición de defensa lateral. En ese tiempo jugó 214 partidos, marcó 30 goles y ganó cinco ligas, siendo uno de los pilares del Barça de las cinco copas. Marcó el primer gol del F. C. Barcelona en partidos europeos (26 de junio de 1949) en semifinales de la Copa Latina ante el Stade de Reims. También fue internacional con la selección de España desde junio a diciembre de 1952.
Como entrenador estuvo un corto período entre su predecesor en esa posición, Salvador Artigas, y su sucesor, Vic Buckingham, en los años 1969-1970. Luego se convirtió en el primer entrenador de la historia del FC Barcelona Atlètic, equipo creado el verano de 1970 con la fusión del Club Deportivo Condal y del Atlètic Catalunya. Seguer permaneció dos campañas en el banquillo del filial azulgrana, de 1970 a 1972.

## Trayectoria
Como jugador:
| Club                     | País   | Años             |
| ------------------------ | ------ | ---------------- |
| CF Parets                | España | ?-1940           |
| Barcelona Amateur        | España | 1940-42          |
| Granollers               | España | 1942-43 (cedido) |
| Fútbol Club Barcelona    | España | 1943-57          |
| Betis                    | España | 1957-59          |
| Centre d'Esports Manresa | España | 1959-61          |

Como entrenador:
- Betis
- Lérida
- F. C. Barcelona[6]
- F. C. Barcelona Atlético

## Palmarés

### Torneos nacionales
| Título                | Club         | País   | Año  |
| --------------------- | ------------ | ------ | ---- |
| Liga                  | FC Barcelona | España | 1945 |
| Copa de Oro           | FC Barcelona | España | 1945 |
| Liga                  | FC Barcelona | España | 1948 |
| Copa Eva Duarte       | FC Barcelona | España | 1948 |
| Liga                  | FC Barcelona | España | 1949 |
| Copa del Generalísimo | FC Barcelona | España | 1951 |
| Liga                  | FC Barcelona | España | 1952 |
| Copa del Generalísimo | FC Barcelona | España | 1952 |
| Copa Eva Duarte       | FC Barcelona | España | 1952 |
| Liga                  | FC Barcelona | España | 1953 |
| Copa del Generalísimo | FC Barcelona | España | 1953 |
| Copa Eva Duarte       | FC Barcelona | España | 1953 |

### Torneos internacionales
| Título         | Club         | Sede      | Año     |
| -------------- | ------------ | --------- | ------- |
| Copa Latina    | FC Barcelona | Madrid    | 1949    |
| Copa Latina    | FC Barcelona | París     | 1952    |
| Copa de Ferias | FC Barcelona | Barcelona | 1955-58 |

## Reconocimientos
- El municipio de Vandellós celebra un trofeo de jugadores veteranos que lleva su nombre.
- El campo de fútbol municipal de Parets lleva el nombre de Josep Seguer.